# 巴拉望熊貓
巴拉望熊貓（學名：Arctictis binturong whitei；英名：Palawan bearcat、Palawan binturong），又稱巴拉望熊貍，是靈貓科熊貓的一個亞種。是菲律賓巴拉望島的特有種。
巴拉望熊貓可以長到約1.4公尺（4.6英尺），具有粗糙、濃厚的黑棕色毛皮，特徵是耳朵上有白毛，並長有與其頭部相長的白鬍鬚。一般來說很溫馴，但其銳利的爪牙仍可輕易地劃破人的皮膚。可用強壯的尾部捲住樹枝來倒掛。其垂直向的瞳孔表明了熊貓是夜行性動物。
棲息在熱帶雨林，為雜食動物，食水果、小型動物及腐肉。